# Сретеново
Сретеново (на македонска литературна норма: Сретеново) е село в община Дойран на Северна Македония.

## География
Селото е разположено на южния бряг на Дойранското езеро, южно от Дойран.

## История
Селото е основано от 29 семейства сръбски колонисти след края на Първата световна война.
Според преброяването от 2002 година селото има 315 жители.
| Националност     | Всичко |
| северномакедонци | 184    |
| албанци          | 0      |
| турци            | 11     |
| роми             | 36     |
| власи            | 0      |
| сърби            | 69     |
| бошняци          | 0      |
| други            | 13     |

## Личности
Родени в Сретеново
- Светомир Шкарич (р. 1941), юрист от Северна Македония